# A Dangerous Method
A Dangerous Method is een historische dramafilm uit 2011, geregisseerd door David Cronenberg, met Viggo Mortensen, Michael Fassbender, Keira Knightley en Vincent Cassel in de hoofdrollen. Het scenario is een bewerking door de schrijver Christopher Hampton van zijn toneelstuk The Talking Cure (2002), gebaseerd op het non-fictieboek van John Kerr, A Most Dangerous Method (1993).
Deze film was de derde opeenvolgende samenwerking tussen Cronenberg en Mortensen (na A History of Violence en Eastern Promises). Het is tevens de derde film van Cronenberg in samenwerking met de Britse filmproducent Jeremy Thomas, nadat ze samen William Burroughs' bewerking van Naked Lunch en J.G. Ballards bewerking van Crash maakten. A Dangerous Method was een Duits/Canadese coproductie. De film liep in première op het Filmfestival van Venetië en draaide ook op het Internationaal filmfestival van Toronto in 2011.

## Verhaal
De film speelt zich af in de jaren vóór de Eerste Wereldoorlog, en beschrijft de soms woelige relatie tussen enkele grondleggers van de psychoanalyse Carl Gustav Jung, zijn leermeester Sigmund Freud, en Sabina Spielrein, de niet steeds evenwichtige maar mooie en verstandige vrouw die tussen hen komt te staan. Ze is eerst patiënte en vervolgens daarbij ook assistente van Jung. Jung en Spielrein hebben seks, waaronder SM waarbij Jung Spielrein op haar verzoek billenkoek geeft. Jung ontkent dit echter tegenover Freud.
Twistpunten rond de hoofdzakelijk seksuele verklaringen, de moeilijkheden rond overdracht en tegenoverdracht en Jungs kritieken op de freudiaanse visie komen aan de orde.

## Rolverdeling
- Viggo Mortensen als Sigmund Freud

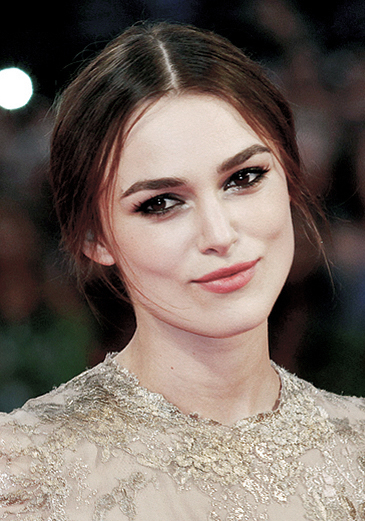
Keira Knightley als Sabina Spielrein

- Michael Fassbender als Carl Gustav Jung
- Keira Knightley als Sabina Spielrein
- Vincent Cassel als Otto Gross
- Sarah Gadon als Emma Jung
- André Hennicke als Eugen Bleuler

## Productie
De film werd geproduceerd door de Britse Recorded Picture Company, in samenwerking met het Duitse Lago Film en het Canadese Prospero Film. Bijkomende sponsoring werd ontvangen van Medienboard Berlin-Brandenburg, MFG Baden-Württemberg, Filmstiftung NRW, het Duitse Federale "Film Board and Film Fund", Ontario Media Development Corp en Millbrook Pictures.
Christoph Waltz was oorspronkelijk voorzien in de rol van Sigmund Freud, maar werd vervangen door Viggo Mortensen door agenderingsproblemen. In het begin overwoog men Christian Bale in de rol van Carl Jung, maar ook hij trok zich terug wegens agenderingsproblemen. En ten slotte was in het scenario de rol van Sabina Spielrein eerst voorzien voor Julia Roberts.
De opnames liepen van 26 mei tot 24 juli 2010.

## Uitgifte
In het Duitstalig gebied wordt de film door Universal Pictures uitgebracht en in Groot-Brittannië door Lionsgate. Sony Pictures Classics kondigde aan de film te zullen verdelen in de Verenigde Staten. In Europa kwam de film op de markt in november 2011, na zijn wereldpremière op het Filmfestival van Venetië. De Amerikaanse première vond plaats in december 2011, op het filmfestival van Telluride in Colorado.

## Onthaal
Op 31 december 2011 rapporteerde de review-website Rotten Tomatoes dat 80% van de (93) critici positief waren geweest.

## Prijzen
| Toekenningsjaar | Prijs                                        | Categorie                 | Genomineerde                                                          | Uitslag |
| --------------- | -------------------------------------------- | ------------------------- | --------------------------------------------------------------------- | ------- |
| 2011            | National Board of Review Awards              | Spotlight Award           | Michael Fassbender (Ook voor Shame, Jane Eyre, en X-Men: First Class) |         |
| 2011            | Satellite Awards                             | Beste bijrol              | Viggo Mortensen                                                       |         |
| 2011            | Los Angeles Film Critics Association Awards  | Best Actor                | Michael Fassbender (Ook voor Shame, Jane Eyre, en X-Men: First Class) |         |
| 2012            | Golden Globe Awards                          | Beste bijrol – Film       | Viggo Mortensen                                                       |         |
| 2012            | London Critics' Circle Film Awards           | Brits Acteur van het jaar | Michael Fassbender (Ook voor Shame)                                   |         |
| 2012            | Central Ohio Film Critics Association Awards | Acteur van het jaar       | Michael Fassbender (Ook voor Shame, Jane Eyre, en X-Men: First Class) |         |